# Brun lundlav
Brun lundlav (Bacidia polychroa) är en lavart som först beskrevs av Theodor 'Thore' Magnus Fries, och fick sitt nu gällande namn av Körb. Brun lundlav ingår i släktet Bacidia och familjen Ramalinaceae.  Arten är reproducerande i Sverige. Inga underarter finns listade i Catalogue of Life.